# Karol Gilewski

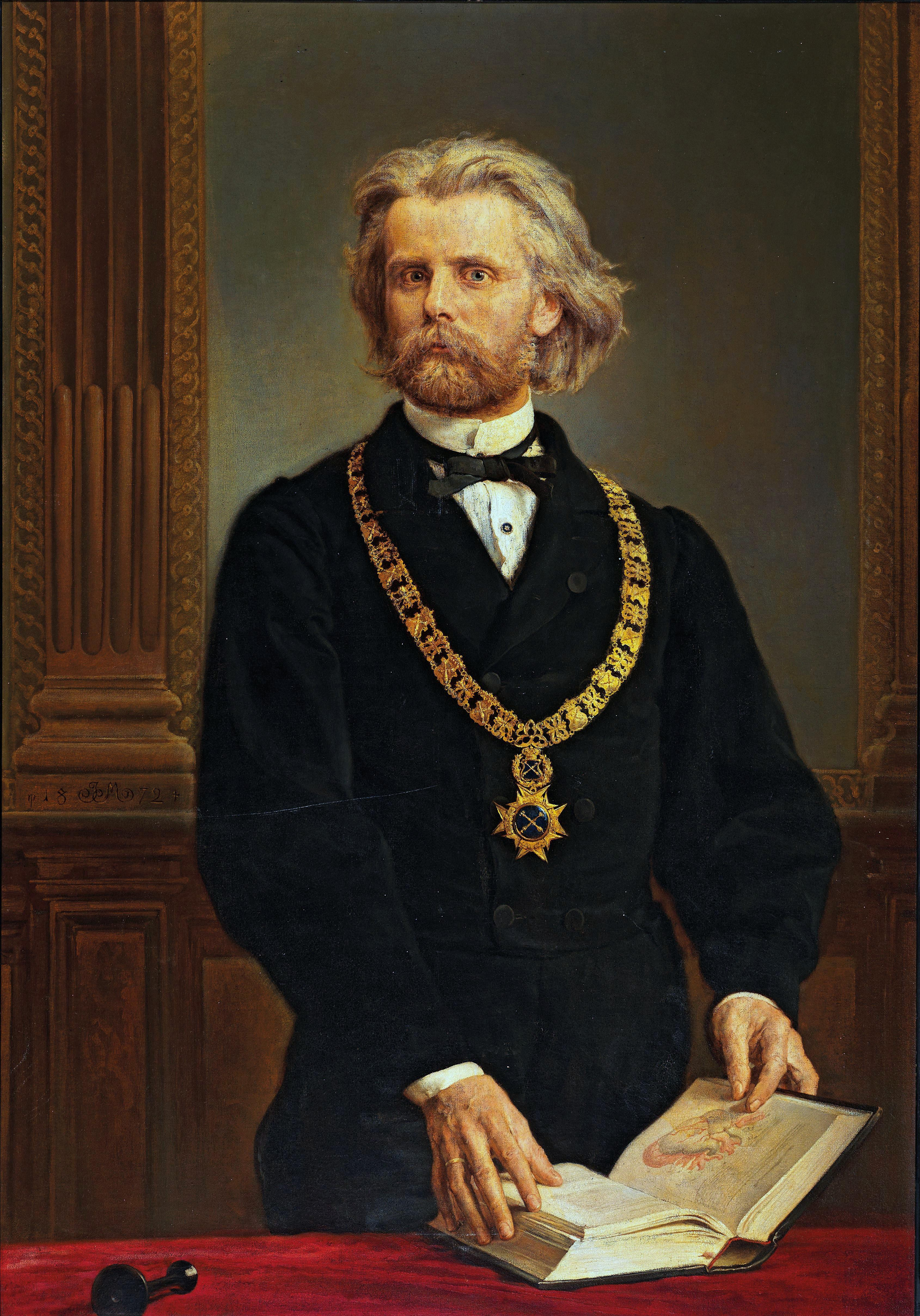
Portret z 1872 autorstwa Jana Matejki

Karol Gilewski (ur. 1832 w Czerniowcach, zm. 1871) – polski lekarz, chirurg, laryngolog.
Był synem nauczyciela gimnazjalnego. W 1851 rozpoczął studia medyczne w Wiedniu w 1856 uzyskując tytuł doktora medycyny. W latach 1856–1858 kształcił się pod kierunkiem wybitnego chirurga wiedeńskiego profesora Franza Schucha (1804-1865) uzyskując tytuł magistra położnictwa, dr. chirurgii i stopień operatora. Do 1861 pracował w Wiedniu, w 1861 przeniósł się do Krakowa obejmując katedrę medycyny sądowej na UJ zostając jej profesorem. W 1864 zastąpił prof. Józefa Dietla na stanowisku kierownika kliniki chorób wewnętrznych. W 1870 został dziekanem Wydziału Lekarskiego UJ. Ogłosił liczne prace naukowe z medycyny. Był prekursorem laryngotomii – jako trzeci na świecie wykonał taki zabieg; jako jednemu z pierwszych lekarzy w historii udało mu się również uwieńczyć powodzeniem operację usunięcia jajnika wraz z narosłą w nim cystą. W 1865 ożenił się z Emilią Schuch, z którą miał dwie córki. Zmarł na dur plamisty, którym zaraził się od jednego ze swoich pacjentów.
Rok po śmierci męża Emilia zamówiła portret męża u Jana Matejki (od 1915 uważany był za zaginiony). W 2015 pojawił się na aukcji w domu aukcyjnym Dorotheum w Wiedniu, obecnie stanowi własność prywatną. Obraz wystawiony został za 100 tys. euro, a sprzedany za 280 tys. euro. Kupił go chcący zachować anonimowość nabywca z Polski, następnie przekazał obraz w bezterminowy depozyt do Muzeum Narodowego w Krakowie. Po poddaniu go konserwacji w 2016 roku został udostępniony zwiedzającym w Domu Jana Matejki. W maju 2020 roku został ponownie wystawiony na aukcji w Domu Aukcyjnym Polswiss Art w Warszawie i sprzedany anonimowemu nabywcy za kwotę 6,96 mln zł co uczyniło go najdroższym obrazem sprzedanym na aukcji w historii polskiego rynku aukcyjnego
Towarzystwo Lekarzy Galicyjskich utworzyło fundusz im. prof. Karola Gilewskiego, z którego wspierano wdowy i sieroty po lekarzach.